# Lista de títulos nobiliárquicos atribuídos por Maria II de Portugal
Esta é uma lista de títulos nobiliárquicos atribuídos pela Rainha D. Maria II de Portugal desde 1832 até 1838, por ordem cronológica das suas criações.

## Ano de 1832
1. Marquês de Vila Flor, passou a deter também o título de Duque da Terceira.
2. Teotónio de Ornelas Bruges Paim da Câmara, passou a deter o título de 1.º Visconde de Bruges.
3. Pedro Homem da Costa Noronha Ponce de Leão, passou a deter o título de Barão de Noronha.

## Ano de 1833
1. Marquês de Palmela, passou a deter também o título de Duque de Palmela.
2. O Infante, segundo filho da Rainha, D. Luís I de Portugal passou a deter o título de Duque do Porto.
3. Condessa de Ficalho, passou a também a deter o título de Marquesa de Ficalho.
4. Conde de Alva, passou também a deter o título de Marquês de Santa Iria.
5. Barão de Quintela, passou a deter também o título de Conde de Farrobo.
6. Charles John Napier, passou a deter o título de Visconde do Cabo de São Vicente.
7. Diocleciano Leão de Brito Cabreira, passou a deter o título de 1.º Barão de Faro.
8. José António da Silva Torres, passou a deter o título de 1.º Visconde da Serra do Pilar.
9. Bernardo de Sá Nogueira de Figueiredo, passou a deter o título de Barão de Sá da Bandeira.
10. Thomas William Stubbs, passou a deter o título de 1.º Visconde de Vila Nova de Gaia.

## Ano de 1834
1. Conde de Calhariz, passou também a deter o título de Marquês do Faial.
2. Conde de Saldanha, passou também a deter o título de Marquês de Saldanha.
3. Conde de Sampaio, passou também a deter o título de Marquês de Sampaio.
4. D. Francisco de Sales Henriques Faria Saldanha Vasconcelos e Lancastre, passou a deter o título de Conde das Alcáçovas.
5. Augusto Carlos de Saldanha Oliveira e Daun, passou a deter o título de Conde de Almoster.
6. Charles John Napier - Visconde do cabo de são vicente, passou também a deter o título de Conde do Cabo de São Vicente.
7. D. Francisco de Almeida Portugal, passou a deter o título de Conde do Lavradio.
8. Luís António de Abreu e Lima, passou a deter o título de Visconde da Carreira.
9. Barão de Sá da Bandeira, passou também a deter o título de Visconde de Sá da Bandeira.
10. José António da Silva Torres, Barão do Pico Seleiro, passou também a deter o título de Visconde da Serra do Pilar.
11. Jorge de Avilez Zuzarte de Sousa Tavares, passou a deter o título de 1.º Visconde do Reguengo.
12. Henrique da Silva da Fonseca da Cerveira Leite, passou a deter o título de Barão de Alcobaça.

## Ano de 1835
1. Jean-Guillaume Hyde de Neuville, Conde da Bemposta, passou também a deter o título de 1.º Marquês da Bemposta.
2. D. Leonor da Câmara, passou a deter o título de Marquesa de Ponta Delgada.
3. Luís Francisco Estêvão Soares de Melo da Silva Breyner, passou da deter o título de Conde de Melo.
4. Visconde de São Gil de Perre, passou também a deter o título de Marquês de Terena.
5. Alexandre Tomás de Morais Sarmento, passou a deter o título de Visconde do Banho.
6. Joaquim de Sousa Quevedo Pizarro, passou a deter o título de Visconde de Bóbeda.
7. Luís do Rego Barreto, passou a deter o título de 1.º visconde de Geraz do Lima .
8. José Joaquim Geraldo Sampaio, passou a deter o título de Visconde de Laborim.
9. Francisco de Paula de Azeredo Teixeira de Carvalho, passou a deter o título de Visconde de Samodães.
10. Barão de Vila Nova de Gaia, passou da deter o título de Visconde de Vila Nova de Gaia.
11. António Lobo Barbosa Teixeira Ferreira Girão, passou a deter o título de Visconde de Vilarinho de São Romão.
12. Mariano Barroso de Sousa Garcez Palha, passou a deter o título de Barão de Almargem.
13. Francisco José de Almeida, passou a deter o título de Barão de Almeida.
14. Francisco Xavier da Silva Pereira, passou a deter o título de Barão das Antas.
15. Pedro António Machado Pinto de Sousa Canavarro, Passou da deter o título de Barão de Arcossó.
16. Francisco da Gama Lobo Botelho, passou a deter o título de Barão de Argamassa.
17. José Lúcio Travassos Valdez, passou a deter o título de Barão do Bonfim.
18. Manuel Joaquim de Meneses, passou a deter o título de Barão do Cabo da Praia.
19. António Pedro de Brito, passou a deter o título de Barão de Cacela.
20. Baltasar de Almeida Pimentel, passou a deter o título de Barão de Campanhã.
21. Romão José Soares, passou a deter o título de Barão de Cacilhas.
22. Bento da Fonseca  Pinto de Oliveira, passou da deter o título de Barão da Fonte Nova.
23. Henrique José da Silva, passou a deter o título de Barão de Lagos.
24. José de Vasconcelos Bandeira de Lemos, passou a deter o título de Barão de Leiria.
25. José Baptista da Silva Lopes, passou a deter o título de Barão de Monte Pedral.
26. António Vicente Queiroz, passou a deter o título de Barão da Ponte de Santa Maria.
27. Rodrigo Pinto Pizarro de Almeida Carvalhais, passou a deter o título de Barão da Ribeira de Sabrosa.
28. Francisco Saraiva da Costa Refoios, passou a deter o título de Barão de Ruivós.
29. João Nepomuceno Machado, passou a deter o título de Barão de São Cosme.
30. João Schwalbach, passou a deter o título de Barão de Setúbal.
31. Cristóvão Pedro de Morais Sarmento, passou a deter o título de Barão da Torre de Moncorvo.
32. Vitorino José de Almeida Serrão, passou a deter o título de Barão do Vale.
33. Luís Pinto de Mendonça Arrais, passou a deter o título de Barão de Valongo.

## Ano de 1836
1. Isabel Josefa de Breyner e Meneses, Marquesa de Ficalho, passou também a deter o título de Duquesa de Ficalho.
2. Lourenço José Xavier de Lima, passou a deter o título de Conde de Mafra.
3. António Hipólito da Costa, passou a deter o título de Visconde de Alhos Vedros.
4. Francisco Xavier da Silva Pereira, Barão das Antas, passou também a deter o título de Visconde das Antas.
5. George Rose Sartorius, passou a deter o título de Visconde da Piedade.
6. Bernardo Daupias, passou a deter o título de Barão de Alcochete.
7. José de Barros e Abreu Sousa Alvim, passou a deter o título de Barão do Casal.
8. Jacinto Inácio Rodrigues da Silveira, passou a deter o título de Barão da Fonte Bela.
9. Manuel de Medeiros da Costa Canto e Albuquerque passou a deter o título de Barão das Laranjeiras.
10. José da Fonseca Gouveia, passou a deter o título de Barão do Lordelo.
11. Henrique José Mendes de Morais e Castro, passou a deter o título de Barão de Nevogilde.
12. João António de Morais, passou a deter o título de Barão de Perafita.
13. José Balbino de Barbosa Araújo, passou a deter o título de Barão de Telheiras.
14. Cristovão Nicolau Kopke, passou a deter o título de Barão de Vilar.

## Ano de 1837
1. Roque Ribeiro de Abranches Castelo Branco, passou a deter o título de Visconde de Midões.
2. Manuel Nunes Freire da Rocha, passou a deter o título de Barão de Almeirim.
3. Francisco de Albuquerque Pinto Castro e Nápoles, passou a deter o título de Barão de Oleiros.
4. António de Araújo Vasques da Cunha Portocarreiro, passou a deter o título de Barão do Pombalinho.
5. Luís de Loureiro de Queirós Cardoso, passou a deter o título de Barão de Primo.
6. José António de Barros Teixeira Lobo de Barbosa, passou a deter o título de Barão de Provesende.
7. António da Fonseca Carvão Paim da Câmara, passou a deter o título de Barão do Ramalho.
8. Duarte Guilherme Ferreri de Gusmão, passou a deter o título de Barão de São Martinho de Dume.
9. Eugénia Cândida da Fonseca da Silva Mendes, passou a deter o título de Baronesa da Silva.
10. Manuel Luís Correia, passou a deter o título de Barão de Valado.
11. Francisco António de Campos, passou a deter o título de Barão de Vila Nova de Foz Côa.
12. Francisco José Pereira, passou a deter o título de Barão de Vilar Torpim.

## Ano de 1838
1. Albert Joseph Goblet, passou a deter o título de Conde de Alviela.
2. Francisco Xavier da Silva Pereira, Visconde das Antas, passou a deter também o título de Conde das Antas.
3. Jorge de Avilez Zuzarte de Sousa Tavares, Visconde do Reguengo, passou a deter também o título de Conde de Avilez.
4. José Travassos Valdez, Barão do Bonfim, passou a deter também o título de Conde do Bonfim.
5. Geraldo Venceslau Braamcamp de Almeida Castelo Branco, Barão de Sobral, passou também a deter o título de Visconde do Sobral.
6. Manuel José Mendes, passou a deter o título de Barão do Candal.
7. João Gualberto de Oliveira, passou a deter o título de Barão do Tojal.

## Ano de 1850
1. José Taveira Pimentel Carvalho Menezes, passou a deter o título de Visconde de Guiães.